# Première Nation de Red Earth
Pour les articles homonymes, voir Red Earth.
Red Earth est une Première Nation crie en Saskatchewan au Canada. Sa principale communauté est la réserve de Carrot River 29A (en) située le long de la rivière Carrot.

## Géographie
La Première Nation de Red Earth possède deux réserves dont la plus populeuse est Carrot River 29A (en), qui couvre une superficie de 825,6 hectares, située à environ 77 km à l'est de Nipawin sur la rive nord de la rivière Carrot,. La seconde réserve est Red Earth 29 (en), qui couvre une superficie de 1 455,3 hectares, située à 75 km à l'est de Nipawin.

## Démographie
Les membres de la Première Nation de Red Earth sont des Cris. En janvier 2022, la bande avait une population inscrite totale de 1 994 membres dont 294 vivaient hors réserve.

## Gouvernance
La Première Nation de Red Earth est affiliée au conseil tribal de PADC Management Company.

## Annexe